# Morro Agudo
Morro Agudo é um município brasileiro do estado de São Paulo, que faz parte da Região Metropolitana de Ribeirão Preto (RMRP). Foi declarado através de lei como Centro Paulista da Bioenergia. Sua população estimada em 2004 era de 27.570 habitantes, enquanto em 2019 passou a ser de 32.968 habitantes. Também é o maior produtor de cana-de-açúcar do Brasil. O município é formado somente pelo distrito sede, que inclui o povoado de Santo Inácio dos Vieiras.

## História
A história do surgimento de Morro Agudo é bastante parecida com a de outras localidades da sua região. Foi ao redor da primeira capela que a cidade ganhou os primeiros contornos iniciais.
O primeiro núcleo de povoamento de Morro Agudo foi a Fazenda Invernada, gigantesco latifúndio sob o comando da família Junqueira, adquirida por Francisco Antônio Junqueira (1792-1848) e seu cunhado, mineiros descendentes de portugueses que migraram para o estado em meados do século XVIII, em 1812. A fazenda tornou-se por muito tempo o principal núcleo político e social da região, e ponto de referência para os forasteiros que aos poucos iam chegando e se instalando em pequenos lotes de terra fora do domínio dos Junqueira. Eles vinham principalmente de Minas Gerais, em função da decadência da mineração, e pelo fato do solo de lá não ser tão generoso como o do município para a exploração da agricultura.
Em 1860, houve a doação à cúria diocesana de oitenta alqueires de terras pelos irmãos Plácido e Anacleto Pereira Lima, onde foi erguida uma capela, sob a invocação de São José, em torno da qual foram construídas as primeiras casas, nascendo o povoado de São José do Morro Agudo, o qual dará origem ao município, cujo nome deriva do nome de um morro da região.
A semente do desenvolvimento estava lançada. Em 10 de março de 1885, o povoado de São José do Morro Agudo foi elevado à categoria de freguesia, subordinada ao município de Orlândia, com o mesmo nome, por causa das condições climáticas, do solo fértil e das grandes colheitas.
Em 31 de agosto de 1934, a freguesia de São José do Morro Agudo foi elevada à categoria de município, com o nome de Morro Agudo, e sua instalação deu-se no dia 6 de janeiro de 1935.
A partir da década de 1970, com a implantação do Programa Pro-álcool, grande parte das terras do município foram destinadas ao plantio da cana-de-açúcar, estando instaladas em seu município duas grandes usinas, a Companhia Açucareira Vale do Rosário e a Usina de Açúcar e Álcool MB.

## Geografia
Localiza-se a uma latitude 20º43'53" sul e a uma longitude 48º03'28" oeste, estando a uma altitude de 546 metros. Possui uma área de 1386,2 km².

### Hidrografia
A hidrografia de Morro Agudo é composta pelo Rio Pardo, ribeirões, córregos e lagoas, sendo eles:
Ribeirões:
- Ribeirão do Indaiá;
- Ribeirão da Marmelada;
- Ribeirão do Lambari;
- Ribeirão das Palmeiras;
- Ribeirão do Rosário, e
- Ribeirão do Agudo.

Córregos:
- Córrego do Criminoso;
- Córrego do Espírito Santo;
- Córrego das Pedras;
- Córrego do Cajuru;
- Córrego de Santo Inácio;
- Córrego do Cruzeiro;
- Córrego de Sant'Anna;
- Córrego do Meio;
- Córrego Acaba Semana;
- Córrego Cerva Branca;
- Córrego Ponte Nova;
- Córrego do Toucinho Queimado;
- Córrego do Sucuri;
- Córrego das Éguas;
- Córrego da Gameleira;
- Córrego do Chapéu;
- Córrego das Contendas;
- Córrego do Monte Alto;
- Córrego da Vazante;
- Córrego do Moirão Queimado;
- Córrego das Areinhas;
- Córrego das Peludas;
- Córrego Sertãozinho;
- Córrego da Água Limpa;
- Córrego Engenho Novo, e
- Córrego das Florestas.

Lagoas:
- Lagoa das Vacas;
- Lagoa Bonita;
- Lagoa Mombuca;
- Lagoa do Meio;
- Lagoa do Óleo;
- Lagoa "Lago Azul";
- Lagoa do Chinha;
- Três Lagoas;
- Lagoa Santa Aninha, e
- Lagoa Água Limpa.

### Rodovias
- SP-330
- SP-351
- SP-373

### Clima
| Dados climatológicos para Morro Agudo             | Dados climatológicos para Morro Agudo | Dados climatológicos para Morro Agudo | Dados climatológicos para Morro Agudo | Dados climatológicos para Morro Agudo | Dados climatológicos para Morro Agudo | Dados climatológicos para Morro Agudo | Dados climatológicos para Morro Agudo | Dados climatológicos para Morro Agudo | Dados climatológicos para Morro Agudo | Dados climatológicos para Morro Agudo | Dados climatológicos para Morro Agudo | Dados climatológicos para Morro Agudo | Dados climatológicos para Morro Agudo |
| Mês                                               | Jan                                   | Fev                                   | Mar                                   | Abr                                   | Mai                                   | Jun                                   | Jul                                   | Ago                                   | Set                                   | Out                                   | Nov                                   | Dez                                   | Ano                                   |
| ------------------------------------------------- | ------------------------------------- | ------------------------------------- | ------------------------------------- | ------------------------------------- | ------------------------------------- | ------------------------------------- | ------------------------------------- | ------------------------------------- | ------------------------------------- | ------------------------------------- | ------------------------------------- | ------------------------------------- | ------------------------------------- |
| Temperatura máxima média (°C)                     | 29                                    | 29                                    | 29                                    | 28                                    | 26                                    | 26                                    | 26                                    | 29                                    | 31                                    | 31                                    | 29                                    | 29                                    | 28,5                                  |
| Temperatura mínima média (°C)                     | 21                                    | 21                                    | 20                                    | 19                                    | 16                                    | 15                                    | 15                                    | 17                                    | 19                                    | 20                                    | 20                                    | 21                                    | 18,7                                  |
| Precipitação (mm)                                 | 251                                   | 175                                   | 164                                   | 67                                    | 40                                    | 25                                    | 15                                    | 17                                    | 61                                    | 114                                   | 167                                   | 229                                   | 1 325                                 |
| Fonte: Climatempo acessado em 21 de Julho de 2025 |                                       |                                       |                                       |                                       |                                       |                                       |                                       |                                       |                                       |                                       |                                       |                                       |                                       |

## Demografia
Dados do Censo - 2022 
População total: 27.933
- Urbana: 22.802
- Rural: 2.626
- Homens: 13.687
- Mulheres: 14.246

Densidade demográfica (hab./km²): 20,12
Mortalidade infantil até 1 ano (por mil): 12,05
Expectativa de vida (anos): 70,19
Taxa de fecundidade (filhos por mulher): 2,48
Taxa de alfabetização: 99,35%
Índice de Desenvolvimento Humano (IDH-M): 0,712
- IDH-M Renda: 0,716
- IDH-M Longevidade: 0,836
- IDH-M Educação: 0,604

(Fonte: PNUD/2010)

### Etnias
| Cor/Raça | Percentagem |
| -------- | ----------- |
| Branca   | 63,7%       |
| Preta    | 9,0%        |
| Parda    | 26,3%       |
| Amarela  | 0,7%        |

Fonte: Censo 2000
A população de Morro Agudo é composto de descendentes de imigrantes, em sua maioria italianos e portugueses, tendo havido também famílias de imigrantes árabes, japoneses, alemães, espanhóis, vindos em torno do final século XIX e XX.

## Política e administração
Em 14 de junho de 2019, através do Decreto Legislativo nº 02/2019, a Câmara Municipal cassou o mandato do então Prefeito GILBERTO CÉSAR BARBETI (PDT) por infração político-administrativa, com placar de 8 votos a 1 pela cassação.
No dia 15 de junho de 2019, o Vice-Prefeito VINICIUS CRUZ DE CASTRO (PPS) toma posse como Prefeito Municipal.
- Prefeito: Leandro César Silva Valadares (2025-2028)
- Vice-prefeito: Danilo Luís Guarnieri Maurício (2025-2028)
- Presidente da Câmara: José Roberto Picitelli dos Santos (2025-2026)

## Economia
Nas atividades agrícolas do município, é predominante a cultura da cana-de-açúcar, mas, secundariamente, apresenta diversificação entre soja, milho, arroz, amendoim, algodão, trigo, café, feijão, sorgo, batata e laranja, além de uma boa produção de hortifrutigranjeiros. A pecuária também é explorada, com a criação de bovinos, caprinos, 
suínos, ovinos, equinos e aves, além de produção de leite. O município conta em seu território com algumas indústrias, dentre elas destacam as usinas de beneficiamento de açúcar e álcool M.B. e Cia. Açucareira Vale do Rosário, Cia. Metalgraphica Paulista, Yamaguchi Indústria de Máquinas e Implementos Agrícolas. Também merece destaque o seu comércio, que conta com diversificados ramos de atuação; profissionais liberais e prestadores de serviços.

## Infraestrutura

### Comunicações
O sistema de telefones automáticos foi inaugurado na cidade pela Companhia de Telecomunicações do Brasil Central (CTBC), que também implantou o sistema de discagem direta à distância (DDD) em 1986 com o código de área (016).

## Religião
O Cristianismo se faz presente na cidade da seguinte forma:
Igreja Católica
| Diocese             | Paróquia |
| ------------------- | -------- |
| Diocese de Barretos | São José |

A Paróquia São José foi criada no ano de 1896.

### Igrejas Evangélicas
Entre as igrejas protestantes históricas, pentecostais e neopentecostais, encontram-se na cidade:
- Assembleia de Deus Ministério do Belém.[23][24]
- Congregação Cristã no Brasil.[25]